# Fritillaire pintade
Fritillaria meleagris
Espèce
La fritillaire pintade, Fritillaria meleagris, est une espèce de plantes à fleurs de la famille des Liliaceae. Son aire de répartition naturelle s’étend de l’Europe (dont la France) à la Sibérie occidentale. 
Sa fleur en cloche à damiers pourprés, très caractéristique, est une des premières fleurs de printemps à apparaître dans les milieux humides.

## Nomenclature et étymologie
La première description acceptée de l’espèce est celle de Carl Linné faite en 1753, sous le nom de Fritillaria meleagris dans Species Plantarum 1: 304.
Le nom de genre Fritillaria vient du latin fritillum « damier ». Pour cette origine, Michel Chauvet renvoie à deux botanistes pré-linnéens : 
- Joseph Pitton de Tournefort (1656-1708) qui indique que « Fritillaria vient Fritillum, un damier ; & l’on a donné le nom de Fritillaria à ces sortes de plantes à cause [parce] que la fleur de la plupart de leurs espèces sont marbrées en échiquier comme un damier » (Éléments de botanique[2])
- Gaspard Bauhin (1560-1624) naturaliste suisse qui remarqua « d’après la table de jeu avec laquelle on joue aux échecs et que l’on pense être le fritillum » (πιναξ theatris botanici, Bâle, 2e éd. XXIV-518 1671 :64). Pinax πιναξ signifie catalogue.

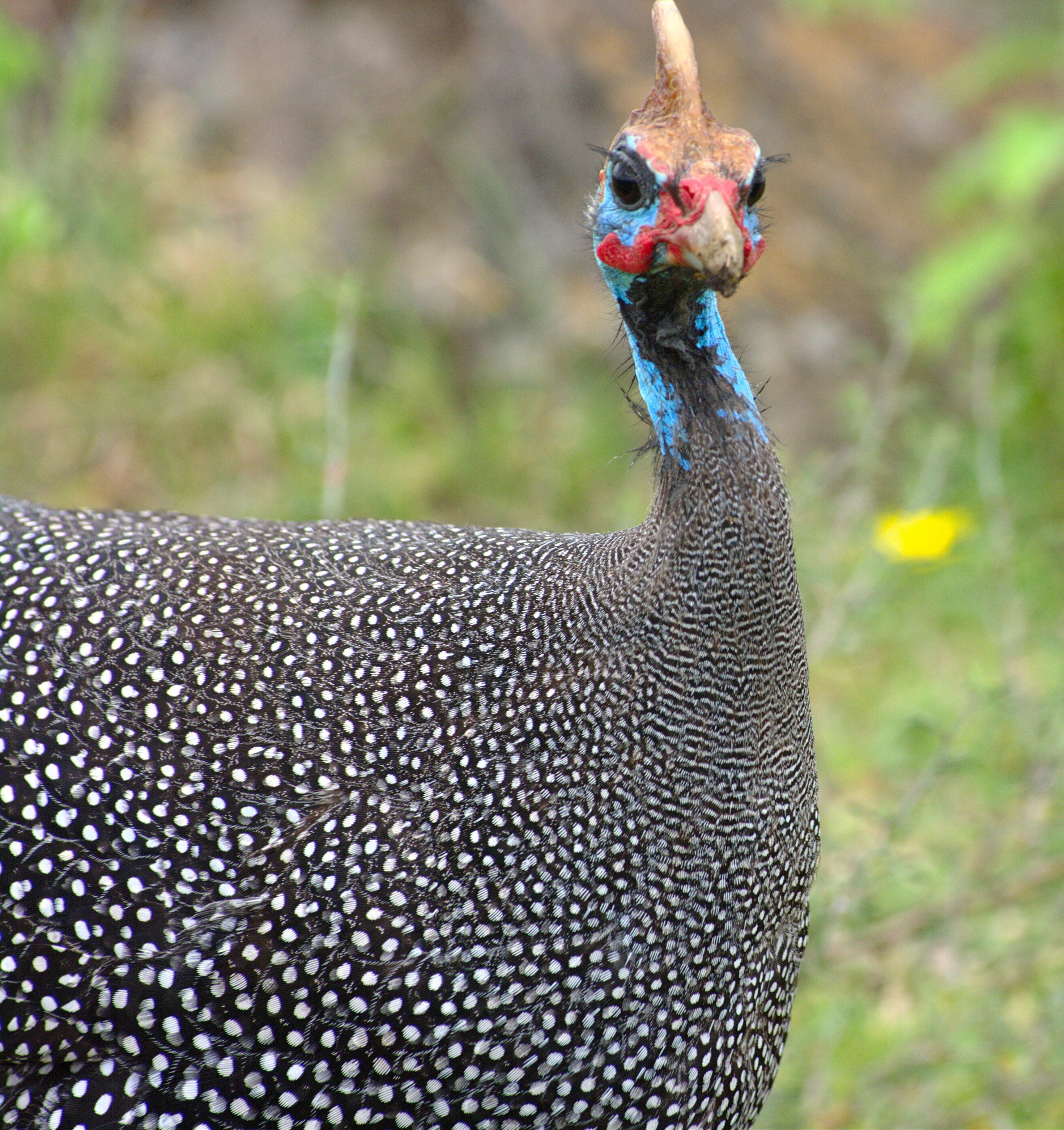
Pintade

L’épithète spécifique meleagris dérive du latin mĕlĕagris, idis, « pintade » (Gaffiot.fr), les tépales de sa fleur étant tachetés comme le plumage d'une pintade.

### Synonymie
Selon GBIF, Fritillaria meleagris a 14 synonymes :
- Fritillaria contorta Baker
- Fritillaria graminifolia Stokes
- Fritillaria lutea Rchb.
- Fritillaria major Baker
- Fritillaria meleagris subsp. meleagris
- Fritillaria meleagris var. contorta (Baker) W.Mill.
- Fritillaria montana Sanguin.
- Fritillaria pallida Salisb.
- Fritillaria praecox K.Koch
- Fritillaria tesselata var. alba Gray
- Fritillaria tesselata var. lutea Gray
- Fritillaria tesselata var. multiflora Gray
- Fritillaria tesselata var. serotina Gray
- Fritillaria tesselata Salisb.
- Lilium meleagris (L.) E.H.L.Krause

### Noms français
Fritillaria meleagris porte de nombreux noms vernaculaires locaux : Bounet  d’évêque,  Cancane,  Chaudron, Cloche, Clochette, Coccigrole, Coquelourde, Damier, Gogane, Lanterne, Œuf de vanneau, Paloube,   Pampalène,   Papelote,   Pisporète,   Pompane, Porgronne, Pot-de-Canne, Prot, Talibourneau, Tulipe de Goudeba, Œuf de pintade, Pintadine, Tulipe des marais ou encore Perrot (pintade) en saintongeais.
Parmi ces noms français, seuls deux sont normalisés et recommandés : Fritillaire pintade,,, et Fritillaire damier, les autres noms sont considérés comme secondaires ou régionaux.

## Aire de répartition
Selon POWO, l’aire de répartition naturelle de Fritillaria meleagris s’étend de l’Europe jusqu’à l’ouest de la Sibérie. Elle est native de l’Europe occidentale (France, Pays-Bas), de l’Europe centrale et orientale (Allemagne, Italie, Suisse, Pologne, Roumanie, Hongrie, Tchéquie, Slovaquie, Ukraine, Biélorussie, Ouest de la Russie, Sibérie occidentale). Elle est donc absente de l’Espagne, de l’Irlande, de la Grèce, des îles de Méditerranée).
Elle a été introduite en Grande-Bretagne, Finlande, Danemark, Norvège, Suède et Pays Baltes. Elle est éteinte en Belgique.
Menaces
La mise en culture et l'urbanisation progressives des prairies humides dans lesquelles la fritillaire se développe ont eu raison de ses populations dans ses zones humides. La clochette violacée de cette jolie fleur avait disparu du paysage belge à la fin du XIXème siècle. Mais elle a été observée dans un jardin à Nassogne, province de Luxembourg en avril 2023 et repérée au printemps 2024 sur un terrain privé, non loin de la Réserve Naturelle et Ornithologique de Ploegsteert (RNOP), ce qui augure d'une forme d'équilibre retrouvé dans les zones humides de Comines-Warneton.Elle est considérée comme rare aux Pays-Bas. Elle est l'emblème de la ville d'Uppsala, en Suède.
En France, la fritillaire pintade se retrouve dans quarante-trois départements français, surtout concentrés dans l'ouest. Elle a disparu de Haute-Normandie.
Pendant le printemps 2007, la Ligue pour la protection des oiseaux (LPO) de l'Anjou a recensé environ 700 000 pieds de fritillaire pintade sur 80 communes du département de Maine-et-Loire. En Loire-Atlantique, lors d'un recensement en 2008, les volontaires de la LPO ont comptabilisé 596 962 pieds. De même, entre 2007 et 2009, dans la Vienne, environ 500 000 pieds étaient recensés. De même, plusieurs dizaines de milliers de pieds ont été recensés dans les Deux-Sèvres entre 2001 et 2003. Quelques pieds sont également présents dans les Hauts-de-France avec 2 800 pieds comptabilisés en 2022.

## Description

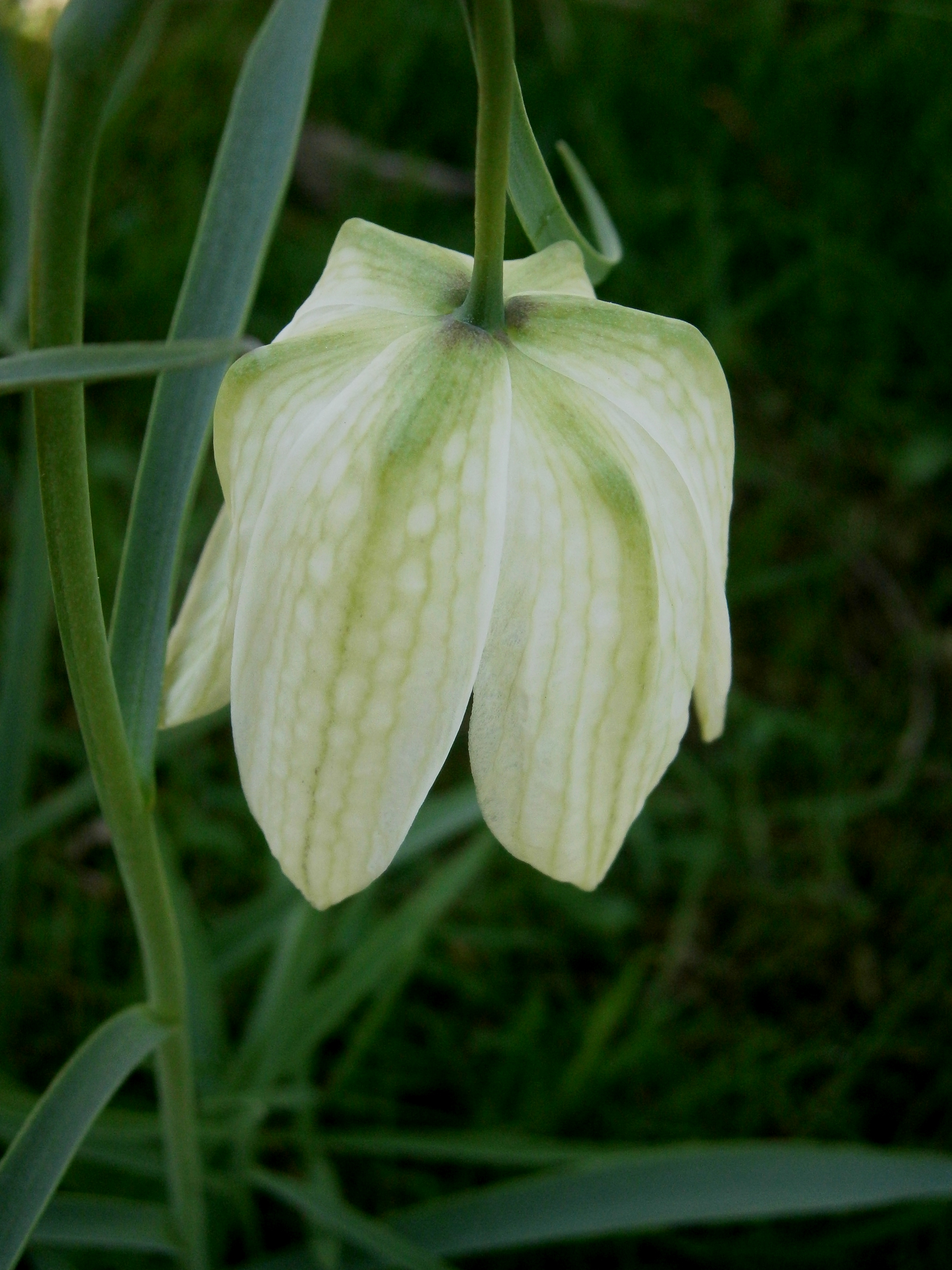
Exemplaire à fleur blanche.

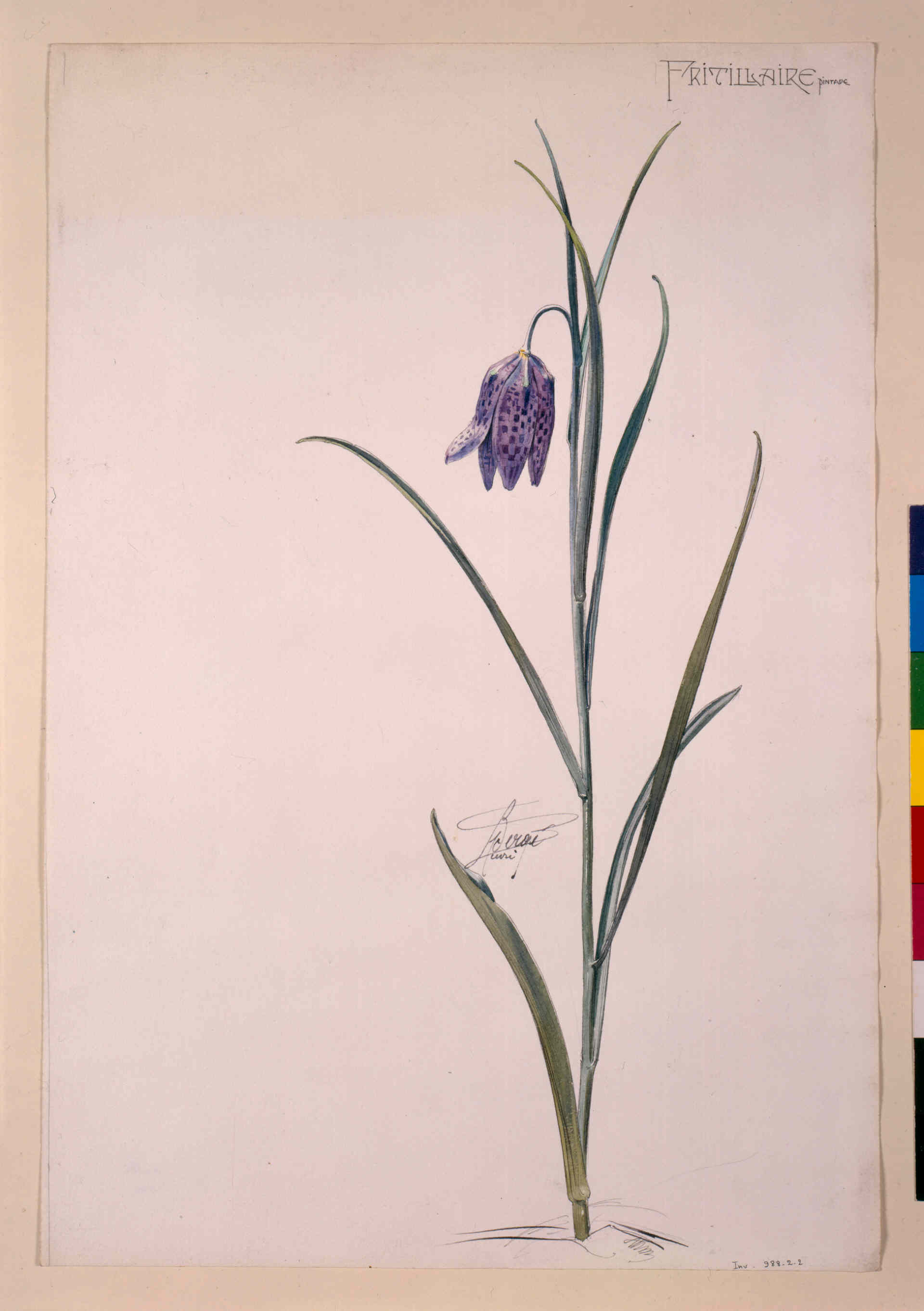
Étude d'une fritillaire pintade, début du XXe siècle, Henri Bergé, Musée de l'École de Nancy.

C'est une plante herbacée vivace qui mesure entre 20 et 50 centimètres de haut. Elle possède un bulbe globuleux qui contient des alcaloïdes vénéneux. Sa tige est dressée.
Les feuilles, au nombre de trois à cinq, sont vert-gris, linéaires, alternes, lancéolées et étroites.
Les fleurs solitaires (ou groupées par deux ou trois) sont rose foncé, panachées en damier pourpre et blanchâtre (très rarement blanches panachées de verdâtre). Le périanthe long de 3–5 cm, en cloche large, à divisions conniventes, toutes elliptiques-oblongues, obtuses.
Le fruit est une capsule subsphérique.
Elle est indicatrice de milieu humide. Elle fleurit entre mars et mai, jusqu'à 1 200 m dans les montagnes de l'Aubrac, ou 1 800 m dans les Pyrénées-Orientales en France, en plaine dans le Rouergue (vallée de l'Alzou), ainsi que dans la vallée de la Loire, dans les prairies fertilisées par les crues hivernales.

## Biologie et écologie
- Organes reproducteurs
  - Type d'inflorescence : fleur solitaire terminale
  - Répartition des sexes : hermaphrodite
  - Type de pollinisation : entomogame, autogame
  - Période de floraison : mars à mai
- Graine
  - Type de fruit : capsule
  - Mode de dissémination : barochore
- Habitat et répartition
  - Habitat type : prairies médioeuropéennes ordinairement recouvertes par quelques centimètres d'eau en fin d'hiver donc hygrophiles de niveau topographique moyen, psychrophiles
  - Aire de répartition : d'ouest en est depuis l'Angleterre jusqu'en Russie, et du nord au sud depuis la Pologne jusque dans le Nord de l'Italie et de l'ex-Yougoslavie. Dans le sud-ouest des Alpes on rencontre la sous-espèce burnatii[16].

## Protection
En France, des arrêtés de protections ont été pris en Auvergne, en Basse-Normandie, en Centre-Val de Loire, en Franche-Comté, en Picardie et en Rhône-Alpes. Les départements de Loir-et-Cher, de Maine-et-Loire, du Loiret et de Tarn-et-Garonne ont fait de même. En Indre-et-Loire, en Ille-et-Vilaine, dans le Gers, la Haute-Garonne, l'Orne, les Alpes-Maritimes, le Cher, la Loire-Atlantique, le Lot et la Mayenne, la cueillette est autorisée sauf pour la partie souterraine de la plante. On peut trouver chez les horticulteurs des bulbes issus de culture.
En Belgique, la plante, qui avait disparu pendant 122 ans, a été redécouverte dans une prairie de fauche le long de la Lys en avril 2021. La plante est indigène aux Pays-Bas, où elle est en forte régression.
En Suisse, elle bénéficie d'une protection totale et se voit presque exclusivement dans la commune des Brenets au bord du Doubs.

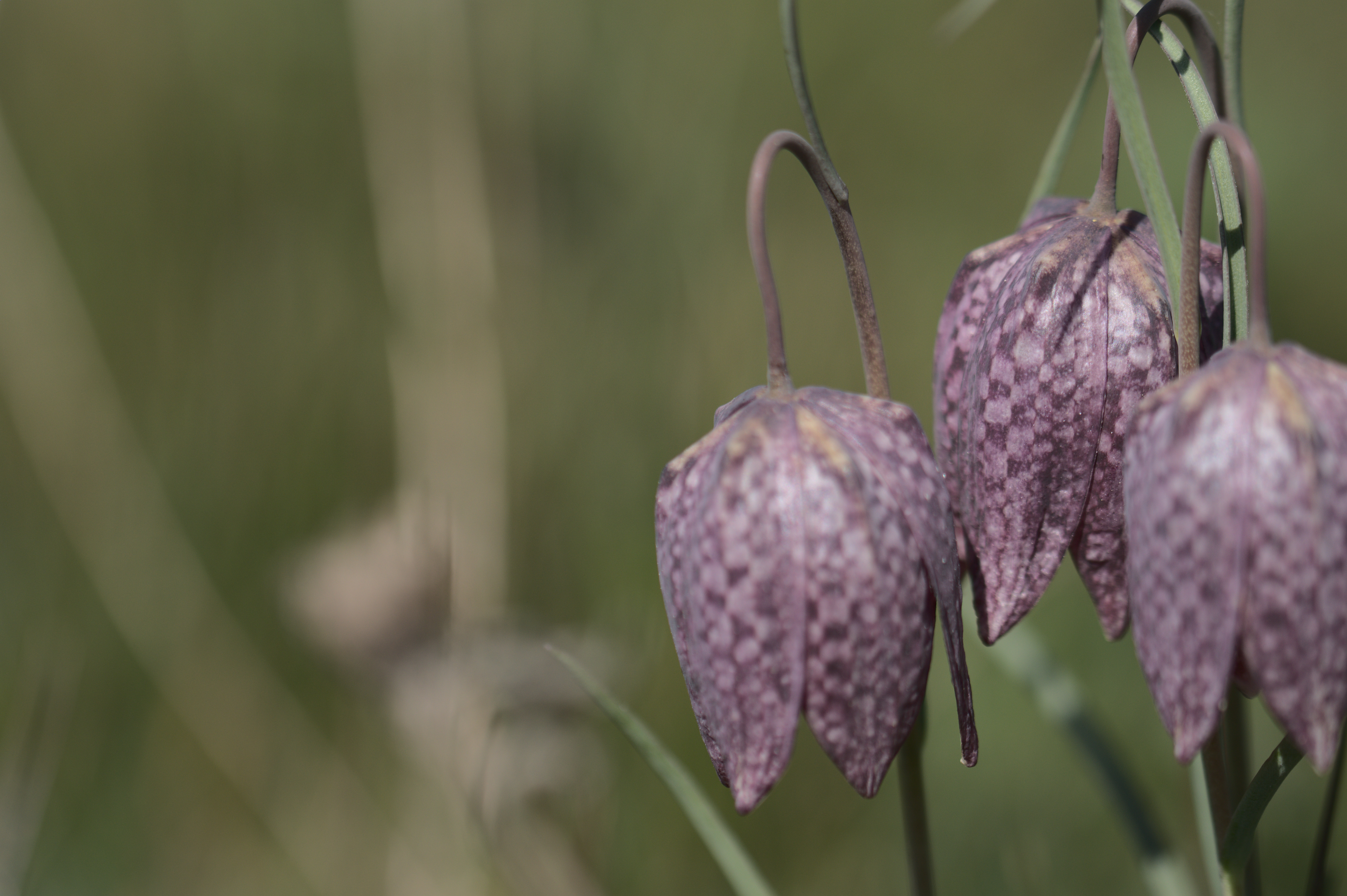
Sauvage en Anjou
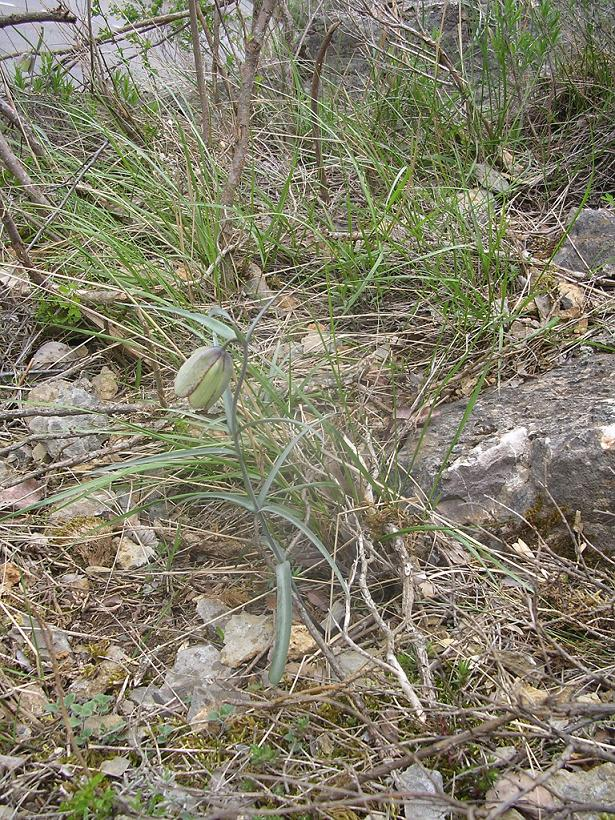
Variété à fleur verdâtre.
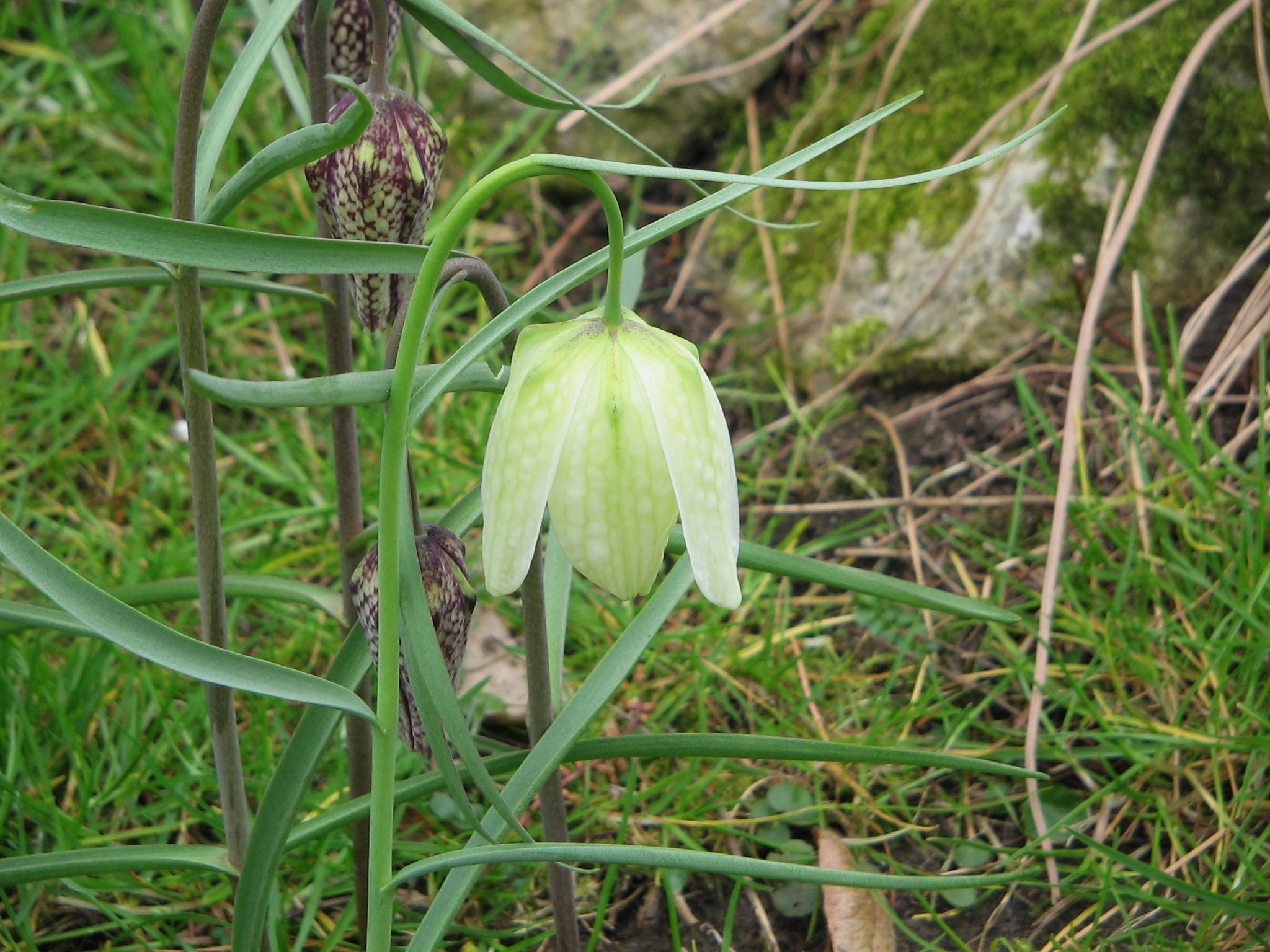
Variété à fleur blanche.
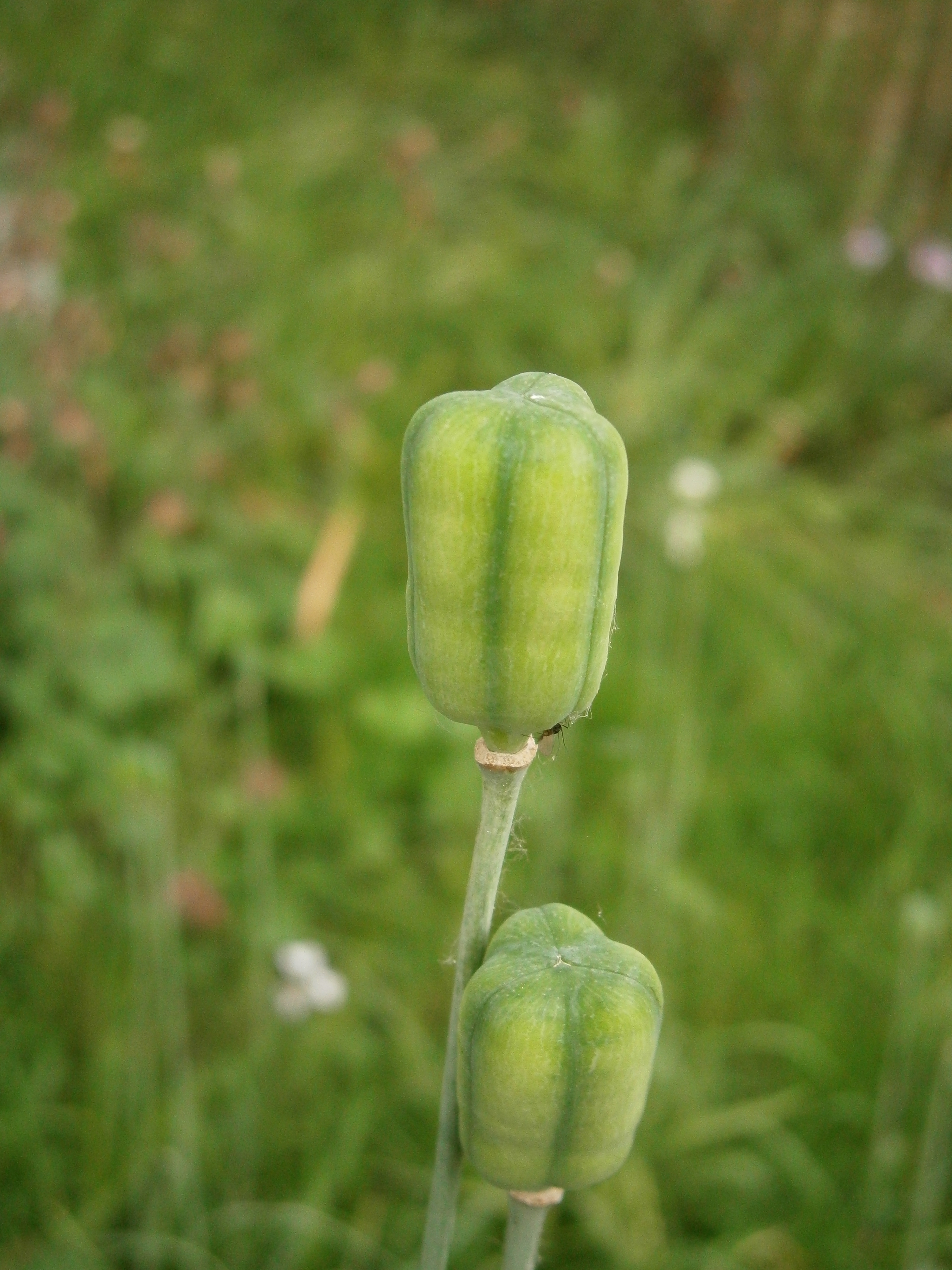
Capsules fructifères.
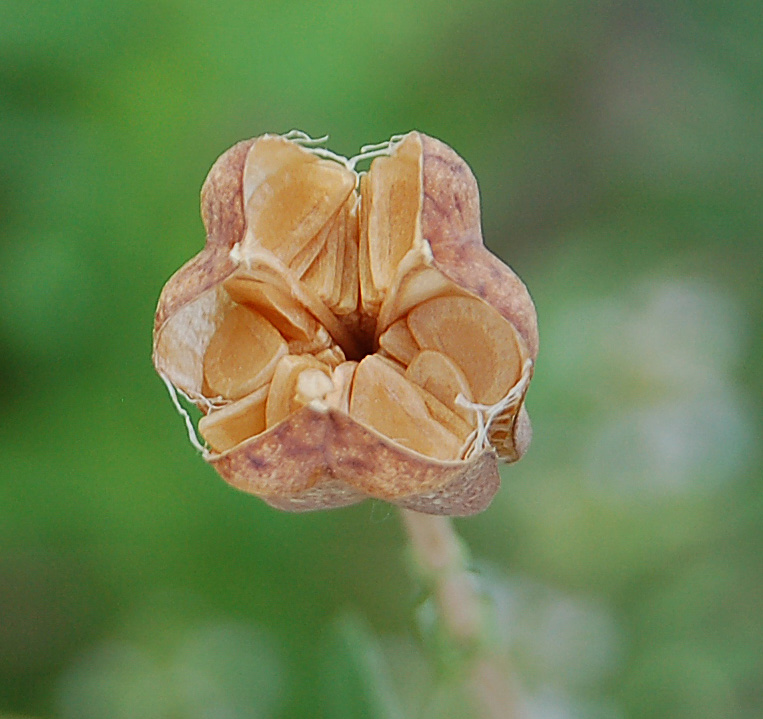
Fruit mature.